# Щоденник Глумова
«Щоденник Глумова» (рос. «Дневник Глумова») — радянський німий короткометражний кінофільм 1923 року, перший фільм режисера Сергія Ейзенштейна.

## Сюжет
Фільм складається з трьох частин, кожну з яких показували в різні моменти постановки. Перша частина починається з Ейзенштейна, що знімає капелюха і вітально махає рукою, на тлі плаката з анонсом постановки; потім показано Григорія Александрова в ролі Глумова, на тлі цього ж плаката, й інших героїв, які роблять комічні гримаси. Однак існує думка, що ця частина насправді мала бути показаною в кінці постановки, а не на її початку.
Друга частина розповідає про те, як був вкрадений щоденник Глумова. Вона була безпосередньо пов'язана з постановкою, оскільки актор, що вибігає зі сцени, з'являвся на екрані, де він повз по фасаду будівлі, в якому і проходила постановка. Потім він забирався в літак, вистрибував з нього, приземляючись в автомобіль, який підвозив його до дверей театру. Після чого актор (вже в реальності) повертався на сцену, несучи в руках котушку з кіноплівкою.
Третя частина метафорично показувала зміст щоденника Глумова за допомогою техніки стоп-камери, схожої з тією, що використовувалося в ранніх фільмах Жоржа Мельєса. Фільм закінчувався сценою весілля Глумова і Марійки, де вони показували іншим героям дулю у відповідь на прохання позичити грошей.

## У ролях
- Григорій Александров —  Глумов
- Олександр Антонов —  Жофр
- Сергій Ейзенштейн — камео
- Михайло Гоморов —  Турусіна
- Віра Музикант —  Марійка
- Іван Пир'єв —  клоун-фашист
- Максим Штраух —  Мілюков-Мамаєв
- Віра Янукова —  Мамаєва

## Знімальна група
- Режисер — Сергій Ейзенштейн
- Сценарист — Сергій Ейзенштейн
- Оператор — Борис Франциссон